# Большая школа (телесериал)
«Большая школа» (англ. Big School) — британская ситуационная комедия с Дэвидом Уоллиамсом, Кэтрин Тейт, Филипом Гленистером и Фрэнсис де ла Тур в главных ролях, рассказывающая об учителях одной вымышленной английской школы.
Премьера сериала состоялась 16 августа 2013 года на телеканале BBC One. Несмотря на хорошие рейтинги обоих сезонов комедии, в июле 2015 было объявлено о закрытии «Большой школы» из-за занятости его создателя и исполнителя одной из главных ролей Дэвида Уоллиамса в других проектах. Таким образом, всего было выпущено двенадцать серий. Последняя из них вышла в эфир 10 октября 2014 года. В этом же году сериал был показан на российском телеканале «Комедия ТВ».

## Сюжет
В Грэйбриджской школе всё совсем не так, как в остальных. Большинство преподавателей ничуть не лучше учеников знают свой предмет. Ещё больший хаос начинается с приходом новой учительницы французского Сары Постерн (Кэтрин Тейт), в которую сразу же влюбляется учитель химии Кит Чёрч (Дэвид Уоллиамс). Однако ему начинает мешать учитель физкультуры Тревор Ганн (Филип Гленистер), частенько подшучивающий над Китом и лезущий со своими нестандартными издёвками.

## В ролях
- Дэвид Уоллиамс — Кит Чёрч
- Кэтрин Тейт — Сара Постерн
- Филип Гленистер — Тревор Ганн
- Фрэнсис де ла Тур — Маргарет Барон
- Стив Спайрс — Гарет Барбер
- Джоанна Сканлан — миссис Клебб
- Дэниэл Ригби — Люк Мартин
- Джеймс Грин — Джон Хаббл
- Жослин Жи Эсьён — Дафни